# Anwar ul-Hak Ahadi
Anwar ul-Hak Ahadi (ur. w 1951) – afgański polityk, minister finansów Afganistanu od grudnia 2005 roku do lutego 2009 roku.

## Życiorys
Anwar ul-Hak Ahadi urodził się w dystrykcie Sorobi w prowincji Kabul. Edukację na poziomie podstawowym i średnim ukończył w szkole Habibija w Kabulu. Jest absolwentem ekonomii i nauk politycznych Uniwersytetu Amerykańskiego w Bejrucie w Libanie. Zdobył również tytuł magistra zarządzania i finansów oraz doktora nauk politycznych na Northwestern University w USA.
Ahadi w 1984 roku został profesorem nauk politycznych na Carleton University w Kanadzie. W latach 1985–1987 był dyrektorem w Continental Elona Bank w Chicago. Od 1987 roku do 2002 roku pracował jako profesor nauk politycznych w Providence College w Providence. Od 2002 roku do grudnia 2004 roku pełnił funkcję dyrektora Dy Afghanistan Bank (bank centralny Afganistanu).
Od grudnia 2004 roku do 5 lutego 2009 roku Ahadi zajmował stanowisko ministra finansów Afganistanu. 5 lutego 2009 roku zrezygnował ze stanowiska ministra i ogłosił swój udział w wyborach prezydenckich w sierpniu 2009 roku. Anwar ul-Hak Ahadi stoi również na czele pasztuńskiej partii Afgańskiej Partii Socjaldemokratycznej.